# Урюпино (станция)
Урюпино — конечная станция железнодорожной ветки Алексиково — Урюпино Волгоградского региона Приволжской железной дороги. Находится в городе Урюпинске Волгоградской области.
Работу железнодорожной станции обеспечивают 84 человека.  До конца 2011 года действовало пассажирское сообщение поездом Волгоград — Урюпино.
С конца 2011 года до конца 2020 года, пассажирское движение на линии Алексиково — Урюпино отсутствовало. 
С 1 января 2021 года, открыто движение пригородных поездов по маршруту Арчеда-Урюпино. 
С 1 мая 2021 года, открыто движение пригородных поездов по маршруту Волгоград-Урюпино.

## История
Первый поезд пришёл на станцию Урюпино в декабре 1871 года.

## Происхождение названия
Существует несколько вариантов происхождения названия. Согласно первому, после взятия войсками Ивана Грозного Казани татарский князь Урюп, спасаясь бегством, был настигнут на Хопре казачьим атаманом Ермаком. Между ними произошла смертельная схватка. Именитый татарин увяз в болоте и был пленён. С той поры у местного казачества возникла поговорка: «Увяз, как Урюп». А место того жестокого поединка стали называть Урюпинским. Соответственно и городок, возникший неподалёку от легендарного болота, начали называть Урюпинским. Вторую гипотезу выдвинул волгоградский краевед И. Долгачев. Он полагает, что название произошло от фамилии, точнее прозвища Урюпин, которое, в свою очередь, по словарю В. Даля объясняется как «неряха», «разгильдяй», «замарашка», и, скорее всего, это про местность — чрезвычайно заболоченную и грязную.

## Грузоперевозки
К станции примыкает ряд подъездных путей от промышленных предприятий. На станции Урюпино расположено отделение Себряковского линейного агентства Приволжского территориального центра фирменного транспортного обслуживания ОАО РЖД

## Движение по станции
По графику 2021 года через станцию курсируют следующие поезда:
| Обращение пригородных поездов | Обращение пригородных поездов | Обращение пригородных поездов | Обращение пригородных поездов |
| № поезда                      | Маршрут движения              | № поезда                      | Маршрут движения              |
| ----------------------------- | ----------------------------- | ----------------------------- | ----------------------------- |
| 6519                          | Урюпино — Арчеда              | 6520                          | Арчеда — Урюпино              |
| 6819                          | Урюпино — Волгоград           | 6820                          | Волгоград — Урюпино           |